# Epitem
Epitem – jeden z rodzajów parenchymy. Tkanka charakteryzuje się cienkościennymi komórkami, ubogimi w chloroplasty. Znaczną część objętości tkanki stanowią przestwory międzykomórkowe.
Epitem jest elementem budowy najprostszych hydatod. Typ ten nie zawiera typowej tkanki wydzielniczej, woda jest usuwana bezpośrednio z końcowych cewek przez przestwory komórkowe epitemu i pory w epidermie. Możliwe jest też aktywne wydzielanie wody przez epitem. W tym przypadku komórki epitemu charakteryzują się gęstszą cytoplazmą. Obecność typu hydatod z epitemem została potwierdzona u ponad 30 rodzin do których należą rośliny niedrzewiaste lub niskie drzewiaste.